# Wyszła młoda
Wyszła młoda to singel zespołu Voo Voo i zespołu Haydamaky pochodzący z albumu Voo Voo i Haydamaky wydanego w 2009 roku. 

## Lista utworów
- Wyszła młoda 3:08
- Wyszła młoda 5:41